# Yapı Kredi Yayınları
Yapı Kredi Yayınları (YKY) (vollständig: Yapı Kredi Kültür Sanat Yayıncılık Ticaret ve Sanayi A.Ş.) ist ein türkischer Buch- und Zeitschriftenverlag, der von der Privatbank Yapı ve Kredi Bankası gegründet wurde. Sitz des Verlages ist das Yapı Kredi Kulturzentrum auf der İstiklal Caddesi in İstanbul.
Der Verlag wurde 1945 kurz nach der Eröffnung der Bank in Istanbul gegründet. Zum Verlagsprogramm gehören Romane, Poesie, Werke zur Philosophie, Kunst und Kunstgeschichte. Ebenso werden Comics und Kinderbücher verlegt. Zu den bekannteren Zeitschriften gehören cogito, Kitap-lık und die Kinderzeitschrift Doğan Kardeş. Anfang 2018 wurde der 5000. Buchtitel herausgegeben.